# John Harron
Pour les articles homonymes, voir Harron.
John Harron est un acteur américain né le 31 mars 1903 à New York, New York (États-Unis), mort le 24 novembre 1939 à Seattle (Washington).

## Filmographie

### Années 1910
- 1918 : Cœurs du monde (Hearts of the World) de D. W. Griffith : L'enfant au tambour

### Années 1920
- 1921 : Par l'entrée de service (Through the Back Door) d'Alfred E. Green et Jack Pickford : Billy Boy
- 1921 : The Fox de Robert Thornby : Dick Farwell
- 1921 : Paillasse (The Grim Comedian) de Frank Lloyd : Geoffrey Hutchins
- 1922 : Penrod (en) de Marshall Neilan : Robert Williams
- 1922 : Le Roman de Janette (The Ragged Heiress) de Harry Beaumont : Glen Wharton
- 1922 : Le Bébé de cinq dollars (The Five Dollar Baby) de Harry Beaumont : Larry Donovan
- 1922 : Love in the Dark de Harry Beaumont : Robert Horton
- 1923 : The West~Bound Limited d'Emory Johnson
- 1923 : Dulcy de Sidney Franklin : Billy Parker
- 1923 : The Gold Diggers de Harry Beaumont : Wally Saunders
- 1923 : The Supreme Test de W.P. MacNamara
- 1923 : The West~Bound Limited d'Emory Johnson
- 1924 : What Shall I Do? de John G. Adolfi : Jack Nelson
- 1924 : Behind the Curtain (en) de Chester M. Franklin : Hugh Belmont
- 1924 : À travers la tempête (The Fire Patrol) de Hunt Stromberg : Colin Ferguson
- 1924 : The Painted Flapper de John Gorman : Jimmy Arnold
- 1925 : Learning to Love : Billy Carmichael
- 1925 : Old Shoes : The Boy
- 1925 : My Wife and I : Stuart Borden
- 1925 : The Woman Hater : Philip Tranter, the Millionaire
- 1925 : The Wife Who Wasn't Wanted : Bob Mannering
- 1925 : Below the Line : Donald Cass
- 1925 : Satan in Sables : Paul Yervedoff
- 1926 : Bride of the Storm : Dick Wayne
- 1926 : The Night Cry : John Martin
- 1926 : The Little Irish Girl (en) de Roy Del Ruth : Johnny
- 1926 : The Gilded Highway : Jack Welby
- 1926 : Hell-Bent for Heaven : Sid Hunt
- 1926 : The Boy Friend : Joe Pond
- 1926 : The False Alarm : Joe Casey
- 1926 : Rose of the Tenements : Danny Lewis
- 1927 : Love Makes 'Em Wild : Willie Angle
- 1927 : Âme errante (Closed Gates) de Phil Rosen : George Newell Jr
- 1927 : Naughty
- 1927 Compromettez-moi (Silk Stockings) de Wesley Ruggles : Sam Thornhill
- 1927 : Once and Forever de Phil Goldstone : Georges
- 1927 : Night Life (en) de George Archainbaud : Max
- 1928 : Finders Keepers : Carter Brooks
- 1928 : The Man in Hobbles : Joe Coleman
- 1928 : Their Hour : Jerry
- 1928 : Green Grass Widows (en) d'Alfred Raboch : Del Roberts
- 1929 : Street Girl : Mike Fall

### Années 1930
- 1930 : Czar of Broadway : Jay Grant the reporter
- 1930 : Big Boy (en) d'Alan Crosland : Joe
- 1931 : Quand on est belle : Chris Swoboda, Laura's Suitor
- 1931 : Laugh and Get Rich : Bill Hepburn
- 1931 : The Law of the Tong (en) de Lewis D. Collins : Doug
- 1931 : Hollywood Halfbacks
- 1932 : The Crowd Roars de Howard Hawks : Red, Eddie's Pitman
- 1932 : Beauty Parlor : Jeffery Colt
- 1932 : Les Morts-vivants (White Zombie) : Neil Parker
- 1932 : The Hollywood Handicap
- 1932 : Crooner : Band Member
- 1932 : Midnight Warning : Erich
- 1932 : Sister to Judas : Ronnie Ross
- 1933 : Pop's Pal
- 1934 : Stolen Sweets : Sam Ragland
- 1934 : Harold Teen (en) de  Murray Roth
- 1934 : City Park de Richard Thorpe : Charlie Hooper
- 1934 : The Murder in the Museum : Jerry Ross
- 1935 : Symphony of Living : Herb Livingston
- 1936 : La Petite Provinciale (Small Town Girl) : Pat
- 1937 : Blake of Scotland Yard : Sgt. Dickens [Chs. 6, 8, 11-12]
- 1937 : Her Husband's Secretary : Carol's Dance Partner at Party
- 1937 : Men in Exile de John Farrow : Police Radio Operator
- 1937 : Femmes marquées (Marked Woman) : First Cab Driver
- 1937 : Le Champion (Boots and Saddles) de Joseph Kane
- 1937 : That Man's Here Again : John, Murdock's Chauffeur
- 1937 : The Go Getter : Country Club Man #1
- 1937 : Le Dernier round (Kid Galahad) : Fred (nightclub photographer)
- 1937 : The Case of the Stuttering Bishop : Reporter in Courtroom
- 1937 : Voleurs d'or (en) (Blazing Sixes) de Noel M. Smith : Man Greeting Sheriff at Dance
- 1937 : Fly Away Baby : Reporter
- 1937 : Rivalité (Slim) de Ray Enright : Workman
- 1937 : The Singing Marine : Marine
- 1937 : Public Wedding : Reporter
- 1937 : Marry the Girl : Orderly
- 1937 : Talent Scout : Charlie
- 1937 : Monsieur Dodd prend l'air (Mr. Dodd Takes the Air) d'Alfred E. Green : Man in Sound Booth
- 1937 : Dance Charlie Dance : Firstnighter
- 1937 : Varsity Show de William Keighley : Clerk
- 1937 : Prairie Thunder : Lieutenant Adams
- 1937 : Une certaine femme (That Certain Woman) : First Photographer
- 1937 : Alcatraz Island : Hotel Clerk
- 1937 : The Adventurous Blonde : Sparks, the Police Dispatcher
- 1937 : Submarine D-1 : Orderly
- 1937 : The Man Without a Country : Bit
- 1937 : First Lady : Waiter
- 1937 : Hollywood Hotel : Radio representative
- 1938 : Sergeant Murphy : Carruthers' Adjudant
- 1938 : The Patient in Room 18 : Thatcher Hospital Orderly
- 1938 : The Invisible Menace : Pvt. Murphy
- 1938 : White Banners : The Milkman
- 1938 : Penrod and His Twin Brother : Charley
- 1938 : Blondes at Work : Hotel Desk Clerk
- 1938 : Daredevil Drivers : Mr. Chet Maxfield
- 1938 : L'Insoumise (Jezebel) : Jenkins
- 1938 : Love, Honor and Behave : Party Guest
- 1938 : He Couldn't Say No : Man With Street Radio Reporter
- 1938 : Over the Wall : Gus - Policeman at Morgue
- 1938 : Accidents Will Happen : Third professional witness
- 1938 : Out Where the Stars Begin : Studio Gateman
- 1938 : Torchy Blane in Panama : Biplane Pilot
- 1938 : The Beloved Brat : Second cab driver
- 1938 : Gold Diggers in Paris de Busby Berkeley et Ray Enright : Ship's Officer
- 1938 : Little Miss Thoroughbred : Benson, Talisman's Trainer
- 1938 : When Were You Born : Dr. Merton's Assistant
- 1938 : Les hommes sont si bêtes (Men Are Such Fools) de Busby Berkeley : Toni Bellamy, Johnny's School Chum
- 1938 : My Bill : Bank Clerk
- 1938 : Cowboy from Brooklyn : Technician
- 1938 : Menaces sur la ville (Racket Busters) : Allison's Stenographer
- 1938 : Le Mystérieux Docteur Clitterhouse (The Amazing Dr. Clitterhouse) : Alarm Company Operator
- 1938 : Troubles au Canada (Heart of the North) : First Mate
- 1938 : Le Vantard (Boy Meets Girl) de Lloyd Bacon : Extra talking to Rodney
- 1938 : La Vallée des géants (Valley of the Giants) : Man reporting Mac was slugged
- 1938 : Secrets of an Actress : Party Guest at Bar
- 1938 : Broadway Musketeers : Croupier
- 1938 : Hard to Get : Orchestra Leader
- 1938 : Torchy Gets Her Man : John Wilkins
- 1938 : Les Anges aux figures sales (Angels with Dirty Faces) : Sharpie
- 1938 : The Declaration of Independence : Rodney's Messenger
- 1938 : Le Cavalier errant (Going Places) : Man at Party
- 1939 : Hommes sans loi (King of the Underworld) de Lewis Seiler : G-Man
- 1939 : Je suis un criminel (They Made Me a Criminal) : First fight radio announcer
- 1939 : Torchy Blane in Chinatown : Condon's Chauffeur
- 1939 : Lincoln in the White House : John Hay
- 1939 : Le Printemps de la vie (Yes, My Darling Daughter) : Belga Line Steward
- 1939 : Service secret de l'air (Secret Service of the Air) de Noel M. Smith : Agent Cliff Durell
- 1939 : Blackwell's Island de William C. McGann : Deputy District Attorney
- 1939 : Terreur à l'ouest (The Oklahoma Kid) : President Cleveland's secretary
- 1939 : The Adventures of Jane Arden de Terry Morse : Airplane Pilot
- 1939 : Le Châtiment (You Can't Get Away with Murder) : Convict Remaining in Cell
- 1939 : On Trial : 2nd Reporter
- 1939 : Women in the Wind : Process Server
- 1939 : Victoire sur la nuit (Dark Victory) : George (man taking Judith's coat)
- 1939 : Les Aveux d'un espion nazi (Confessions of a Nazi Spy) : Man in montage with propaganda
- 1939 : Torchy Runs for Mayor : Dibble
- 1939 : The Kid from Kokomo (it) de Lewis Seiler : Second Radio Announcer
- 1939 : Sweepstakes Winner : Tote Board Announcer
- 1939 : Code of the Secret Service : Gambler paid off in silver
- 1939 : Nancy Drew... Trouble Shooter : Greenhouse Clerk
- 1939 : Fausses Notes (Naughty But Nice) : Freddie, Court Clerk
- 1939 : Quiet, Please : Sears' Assistant
- 1939 : Le Vainqueur (Indianapolis Speedway) : Red, Eddie's Pitman
- 1939 : À chaque aube je meurs (Each Dawn I Die) de William Keighley : Jerry, a Reporter
- 1939 : Cowboy Quarterback : Mr. Gray
- 1939 : Torchy Blane.. Playing with Dynamite : Motorcycle Policeman
- 1939 : The Bill of Rights : Messenger
- 1939 : Everybody's Hobby : Johnny, Radio Store Clerk
- 1939 : The Angels Wash Their Faces : Reporter
- 1939 : Ride, Cowboy, Ride : Finn
- 1939 : Slapsie Maxie's : Fight Announcer
- 1939 : Agent double (Espionage Agent) : American tourist
- 1939 : The Monroe Doctrine de Crane Wilbur : Attendant
- 1939 : Smashing the Money Ring : Reporter at Trial
- 1939 : Les Fantastiques Années 20 (The Roaring Twenties) de Raoul Walsh : Soldier
- 1939 : On Dress Parade : Academy officer investigating fracas
- 1939 : Kid Nightingale : Clipper
- 1939 : Le Retour du docteur X (The Return of Doctor X) : Reporter
- 1939 : Old Hickory : Aide with message

### Années 1940
- 1940 : Brother Rat and a Baby : Hotel Desk Clerk
- 1940 : The Fighting 69th : Carrol
- 1940 : Calling Philo Vance (en) de William Clemens : Third Reporter
- 1940 : A Fugitive from Justice : Cab Driver